# Ayman al-Zawahiri
Ayman Mohammed Rabie al-Zawahiri (em árabe: أيمن محمد ربيع الظواهري, ʾAyman Muḥammad Rabīʿ aẓ-Ẓawāhirī; Cairo, 19 de junho de 1951 — 31 de julho de 2022) foi um médico pediatra e terrorista egípcio. Foi, entre 2011 e 2022, o de facto líder da organização terrorista Al-Qaeda. Com a morte de  Bin Laden em 2011, tornou-se o homem mais procurado do mundo. Anteriormente tinha sido o médico particular de bin Laden.
Em 1998, fundiu a Jihad Islâmica egípcia formalmente com a al-Qaeda. De acordo com relatórios de um anterior membro da al-Qaeda, trabalhou na organização al-Qaeda desde o seu começo e era um membro sênior do conselho de shura do grupo. Foi descrito frequentemente como um "tenente" à cabeça da al-Qaeda.
Em 16 de junho de 2011, em comunicado transmitido por vários sites  do mundo árabe na Internet, a organização informou que o médico e ex-braço-direito de bin-Laden, passou a ser o novo líder da organização terrorista, como uma maneira de "honrar o legado de bin-Laden". Durante seu período como líder da Al-Qaeda, permaneceu majoritariamente nas sombras, exercendo uma influência tácita e indireta no já descentralizado e enfraquecido grupo. Acabou sendo morto em um ataque aéreo dos Estados Unidos em 2022.

## Biografia
Ayman al-Zawahiri nasceu numa família de classe média proeminente em Maadi, um subúrbio do Cairo, e teve aparentemente uma mocidade estudiosa, onde dedicou sua infância à música. O pai dele, Mohammed Rabie al-Zawahiri, era farmacêutico e professor que vinha de uma família grande de estudiosos, enquanto a mãe dele, Umayma Azzam, veio de um rico clã. Sendo um pouco rato de biblioteca, era excelente na escola, amava poesia e teve um grande afeto à sua mãe. Cresceu mais religioso que sua família relativamente secular e aos quatorze anos, uniu-se a um grupo de islamistas chamado Irmandade Muçulmana (al-Ikhwan al-Muslimin), e tinha se tornado um estudante e seguidor de Sayyid Qutb.
Al-Zawahiri estudou comportamento, psicologia e farmacologia na Universidade do Cairo, onde formou-se em 1974 e posteriormente graduou-se Mestre em cirurgia em 1978. Em 1979, tinha passado para a Jihad Islâmica muito mais radical, onde tornou-se um de seus organizadores principais e recrutador. Era um entre centenas de pessoas que foram presas depois do assassinato de Anwar Sadat. No entanto, o governo egípcio estava impossibilitado de provar alguma conexão entre Al-Zawahiri e o assassinato, por isso foi libertado depois de ser preso durante três anos (1981-1984) por posse ilegal de armas na prisão Liman Torah, ao sul do Cairo-Egito.
Nos anos 1980, viajou para o Afeganistão para participar na resistência dos mujahideens contra a ocupação da União soviética. Lá conheceu Osama Bin Laden, que estava dirigindo uma base para mujahideens chamada Maktab al-Khadamat (MAK) ambos trabalharam debaixo da tutela do palestiniano Abdullah Yusuf Azzam.
Em 1990, Al-Zawahiri voltou ao Egito onde continuou a instigar a Jihad islâmica em direções mais radicais que empregavam os conhecimentos e táticas que aprendera no Afeganistão. Em 1997, foi considerado o responsável pela matança de 62 turistas estrangeiros na povoação egípcia de Luxor, por isso foi condenado a morte por um tribunal militar egípcio.
Em 1998, emitiu juntamente com Osama bin Laden uma fatwa conjunta intitulada "Frente Islâmica Mundial contra Judeus e Cruzados", que foi um passo importante para ampliar os seus conflictos a uma escala mundial.
Em Dezembro de 2001, publicou o livro Cavaleiros Debaixo da Bandeira do Profeta que esboça a ideologia da Al-Qaeda. Foram publicadas traduções inglesas deste livro, mas é atualmente difícil de localizar devido a razões de segurança.
Depois da invasão norte-americana do Afeganistão, o paradeiro de al-Zawahiri era desconhecido. Parece provável que ficou com Bin Laden na região fronteiriça do Afeganistão com o Paquistão. A 3 de dezembro de 2001, foram lançados ataques aéreos contra um complexo de cavernas perto de Jalalabade. A esposa de Zawahiri, e os seus três filhos foram alegadamente mortos neste ataque.
Após a morte de Osama bin Laden, se tornou o líder da Al-Qaeda.
Em 1 de agosto de 2022, fontes no governo dos Estados Unidos afirmaram que al-Zawahri foi morto (possivelmente em um ataque com dois mísseis Hellfire disparados de um drone) pela Central Intelligence Agency (o serviço de inteligência dos Estados Unidos), provavelmente na área de Cabul. O Talibã, que efetivamente governava o Afeganistão desde 2021, condenou o ataque.